# Maria Radu
Maria Radu - verheiratete Maria Irimescu (* 25. Mai 1959 in Craiova) ist eine ehemalige rumänische Leichtathletin, die sich auf den Mittelstreckenlauf spezialisiert hat. Ihren größten Erfolg feierte sie mit dem Vizehalleneuropameistertitel über 1500 Meter 1983 in Budapest sowie mit dem Gewinn der Goldmedaille über 3000 Meter bei der Sommer-Universiade im selben Jahr in Edmonton.

## Sportliche Laufbahn
Erste sportliche Erfolge feierte Maria Radu vermutlich im Jahr 1977, als sie bei den Junioreneuropameisterschaften in Donezk mit 4:24,6 min in der Vorrunde im 1500-Meter-Lauf ausschied. 1981 belegte sie bei der Sommer-Universiade in Bukarest in 4:10,28 min den fünften Platz über 1500 Meter und gewann in 8:58,58 min die Bronzemedaille im 3000-Meter-Lauf hinter Breda Pergar aus Jugoslawien und Walentina Iljinych aus der Sowjetunion. 1983 gewann sie bei den Halleneuropameisterschaften in Budapest in 4:17,16 min die Silbermedaille über 1500 Meter hinter der Italienerin Agnese Possamai und anschließend wurde sie bei den Crosslauf-Weltmeisterschaften in Gateshead nach 14:36 min 36. im Einzelrennen. Im Juli gewann sie bei den Studentenweltspielen in Edmonton in 4:08,41 min die Bronzemedaille über 1500 Meter hinter der Italienerin Gabriella Dorio und ihrer Landsfrau Doina Melinte und über 3000 Meter siegte sie in 9:04,32 min. Kurz darauf gelangte sie bei den erstmals ausgetragenen Weltmeisterschaften in Helsinki mit 4:19,03 min im Finale über 1500 Meter auf Rang zwölf und schied über 3000 Meter mit 9:30,37 min im Vorlauf aus. Im Jahr darauf belegte sie bei den Halleneuropameisterschaften in Göteborg in 4:20,84 min den siebten Platz über 1500 Meter und beendete im selben Jahr ihre aktive sportliche Karriere im Alter von 25 Jahren.

## Persönliche Bestleistungen
- 800 Meter: 2:01,98 min, 19. Februar 1983 in Budapest
- 1500 Meter: 4:00,62 min, 4. Juni 1983 in Bukarest
  - 1500 Meter (Halle): 4:11,9 min, 10. Februar 1982 in Budapest
- 3000 Meter: 9:07,14 min, 21. August 1983 in Prag

## Persönliches
Ihr Ehemann ist der ehemalige rumänische Fußballprofi Mircea Irimescu und auch ihr Sohn Paul Irimescu war als Fußballspieler aktiv.